# Pertusa
Pertusa – gmina w Hiszpanii, w prowincji Huesca, w Aragonii, o powierzchni 29,37 km². W 2011 roku gmina liczyła 121 mieszkańców.